# الصينيون في إسرائيل
الصينييون في إسرائيل يشكلون عدة مجموعات منفصلة، بما في ذلك مجموعات صغيرة من اليهود الصينيين الذين هاجروا إلى إسرائيل من خلال عليا، فضلًا عن ذلك الطلاب الأجانب الذين يدرسون في الجامعات الإسرائيلية ورجال الأعمال والتجار والعمال، ويقدر عدد هؤلاء ب23 الف  وينتشرون في تل أبيب وحيفا والقدس ويتحدثون الصينية والعبرية.
1. ↑  "Appeal to international organisations - Stop the China-Israel migrant worker scam!" (Press release). Kav LaOved]. 21 ديسمبر 2001. مؤرشف من الأصل في 2019-02-17. اطلع عليه بتاريخ 2006-09-03.